# دندروب إبري
دندروب إبري (الاسم العلمي:Dendrobium aciculare) هو نوع من النباتات يتبع جنس الدندربيون من الفصيلة السحلبية.